# 普傑洪
普傑洪是西非國家塞拉利昂的城鎮，也是普傑洪區的首府，位於首都弗里敦東南約220公里，處於紅樹林和熱帶雨林的邊緣，2010年人口為9,121。